# Corporación Dinant
Corporación Dinant (anteriormente Químicas Dinant) es una empresa hondureña fundada en julio de 1960 por Miguel Facussé Barjum con el apoyo de la banca privada y de la Corporación Nacional de Inversiones (CONADI). En los 70's fundó la Fábrica de jabones Químicas Dinant. En 1990 cambia su nombre a corporación Corporación Cressida de Centro América y en 1999 es vendida en su mayor parte a Unilever pasando a ser Unilever Honduras. Corporación Cressida cambia de nombre en 2005 y pasa a ser Corporación Dinant.

## Historia
Miguel Facussé Barjum creó Químicas Dinant de Centroamérica SA en julio de 1960. A fines de la década de 1960, Facussé ganó contratos con Procter & Gamble para producir y distribuir sus productos en Honduras, El Salvador y Guatemala. En 1969, Facussé fue presidente tanto de la Asociación de Industriales de Honduras y la Asociación Industrial de América Central. En ese momento, Facussé era propietaria de Químicas Dinant, una empresa que fabricaba jabones y detergentes.
En la década de 1970, Facussé creó una pequeña fábrica de detergentes y jabones para Químicas Dinant. Lo hizo con el apoyo de la banca privada internacional y el crédito de la Corporación Nacional de Inversiones (CONADI), creada por el Estado en 1974 como parte de la estrategia de consolidación del nuevo Modelo Industrial Sustituyente de Importaciones (ISI).
En 1994 comienza a cultivar tierras y a comprar tierras en la zona norte para cultivar palma africana. Dos activistas ecológicos fueron asesinados luego de protestas y marchas contra las actividades de algunas de sus empresas
El Centro Regional de Entrenamiento Militar (CREM) localizado en Trujillo, Colon, había sido utilizado en 1960 para el entrenamiento de la Contra que combatía en Nicaragua. En 1991 el MCA inició acciones para legalizar 5724 hectáreas de tierra traspasadas de la Procuraduría General de la República al Instituto Nacional Agrario, INA mediante la reforma agraria. En el 2000 700 familias y diferentes organizaciones campesinas como el MCA cultivaban 30 manzanas de pasto y 280 manzanas de palma africana teniendo además una descremadora de leche. Corporación Cressida comenzó a sembrar palma africana en el CREM en 2003, la finca el Tumbador de corporación Cressida ocupaba extensión de 550 hectáreas que eran parte del CREM.
En 2011, Facussé siguió siendo propietario de Corporación Dinant, que poseía más de 22.000 acres de plantaciones de palma en el Bajo Aguán.
En 2014 Miguel Barjum cuenta con 4 mil hectáreas de palma africana en la zona del Bajo Aguan en donde desde 2008 se ha llevado a cabo el Conflicto del Bajo Aguán en el que han fallecido 128 personas, de ellos 90 campesinos, 14 guardias privados, 7 empresarios, un militar y un policía.
En 2019, Dinant se convirtió en miembro provisional de los Principios Voluntarios sobre Seguridad y Derechos Humanos, un punto de referencia reconocido internacionalmente que rige estrictamente cómo las organizaciones examinan, reclutan y capacitan a sus hombres y mujeres de seguridad, y cómo se relacionan con las comunidades locales.